# هرمان فلورشتت
هرمان فلورشتت (به آلمانی: Hermann Florstedt) (زاده ۱۸ فوریه ۱۸۹۵، مرگ ۱۵ آوریل ۱۹۴۵) یک افسر آلمانی در دوره رایش سوم و از نوامبر سال ۱۹۴۲ تا اکتبر سال ۱۹۴۳ فرمانده اردوگاه مرگ مایدانک بود.

## فعالیت در اس‌اس
فلورشتت در سال ۱۹۳۳ به اس‌اس پیوست و در ۱۹۳۸ به درجه اشتاندارتنفورر رسید.از ۱۹۴۰ تا ۱۹۴۲ در اردوگاه کار اجباری زاخسنهاوزن خدمت کرددر اکتبر ۱۹۴۲ به عنوان سومین فرمانده اردوگاه کار اجباری مایدانک منصوب شد.
گئورگ کنراد مورگن قاضی اس‌اس که به جرایم مربوط به اردوگاه‌های کار اجباری آلمان نازی رسیدگی می‌کرد، فلورشتت را زیر نظر گرفت و او را به جرم اختلاس و کشتارهای بی‌رحمانه زندانیان متهم شناخت.وی در نهایت به جرم فساد (سرقت اموال رایش سوم) مجرم شناخته شد.مشخص شد که وی توانسته بود اموال برخی قربانیان هولوکاست را در اردوگاه‌های بلزک، سوبیبور و تربلینکا به سرقت ببرد.
وی از فرماندهی اردوگاه کار اجباری مایدانک خلع شد و مارتین وایس جای او را گرفت.وی در نهایت در ۱۵ آوریل ۱۹۴۵ به دست اس‌اس اعدام شد.